# サッス・デ・ストリア
サッス・デ・ストリア（Sass de Stria）は、イタリア・ドロミーティの山である。標高は2477m、ファルツァーレゴ峠(passo di Falzàrego)の西に位置する。名称はラディン語で魔女が棲む山という意味。イタリア語ではサッソ・ディ・ストリア (Sasso di Stria)、ドイツ語ではヘクセンシュタイン（Hexenstein、魔女の岩）と呼ばれる。

## 歴史
第一次大戦中の1915年、イタリア軍はヴァルパローラ峠 (Passo di Valparola) にあるオーストリアのトレ・サッシ要塞 (Forte Tre Sassi、2197 m) を破壊した。オーストリア軍は破壊された要塞を放棄し、サッス・デ・ストリアに北方を守る拠点を移した。山には塹壕とトンネルが掘られ、北側斜面に大砲を置き、山頂に見張り台が設けられた。イタリア軍によるサッス・デ・ストリアの奪取が失敗した後、1916年からラガツォイ (Lagazuoi) での坑道戦が始まった。

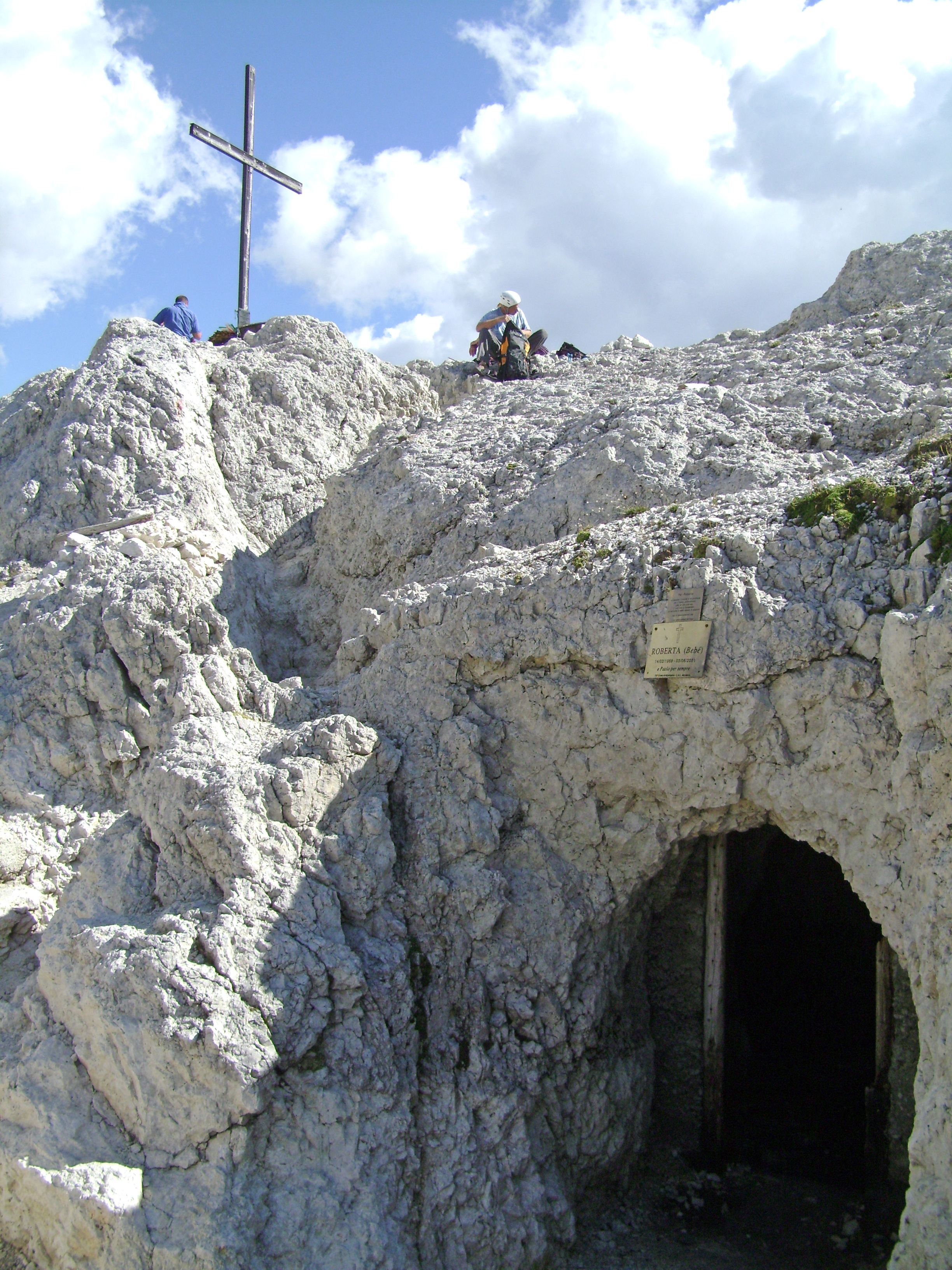
山頂。第一次大戦中に掘られたトンネルが見える。
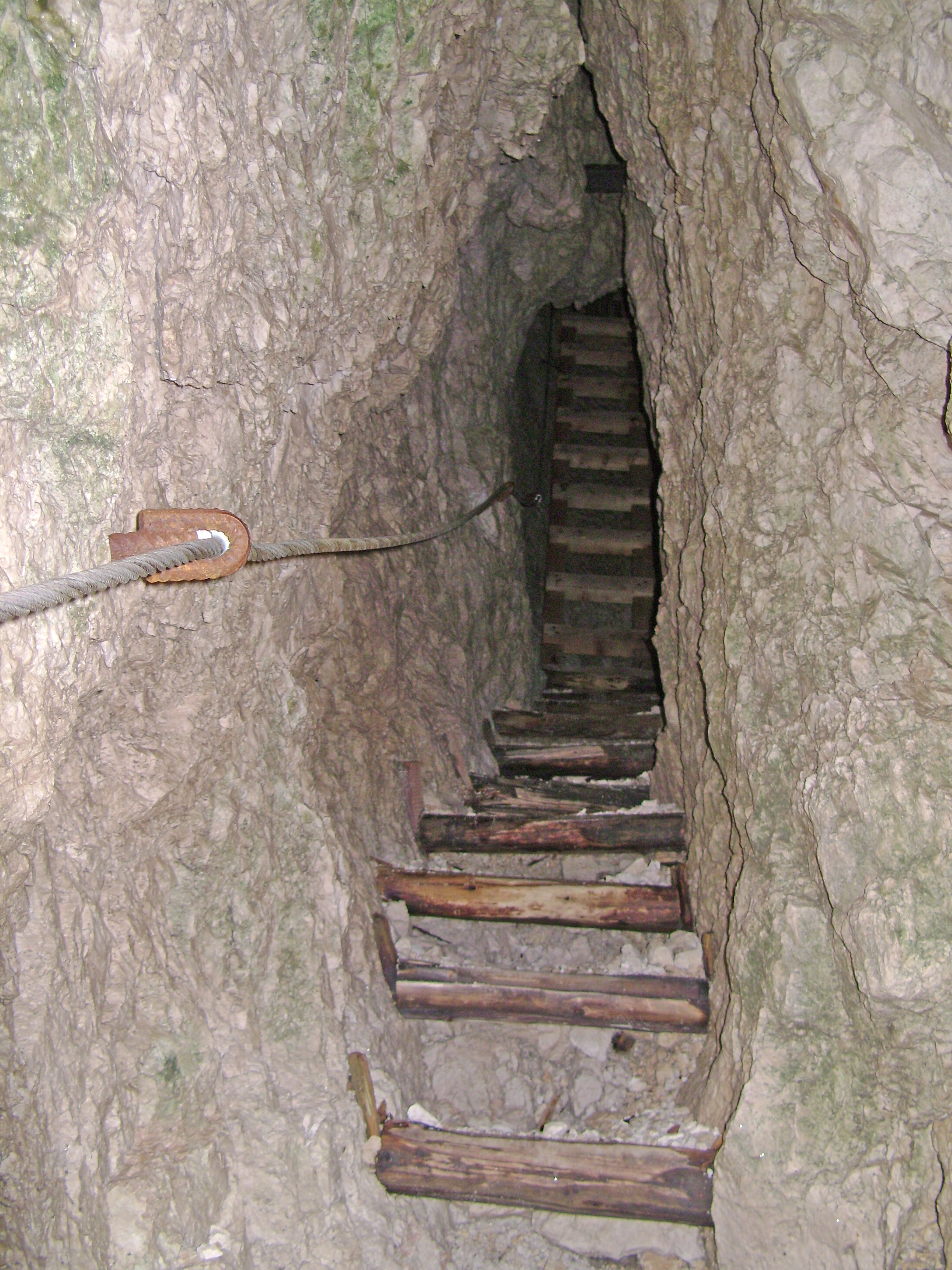
トンネルの内部
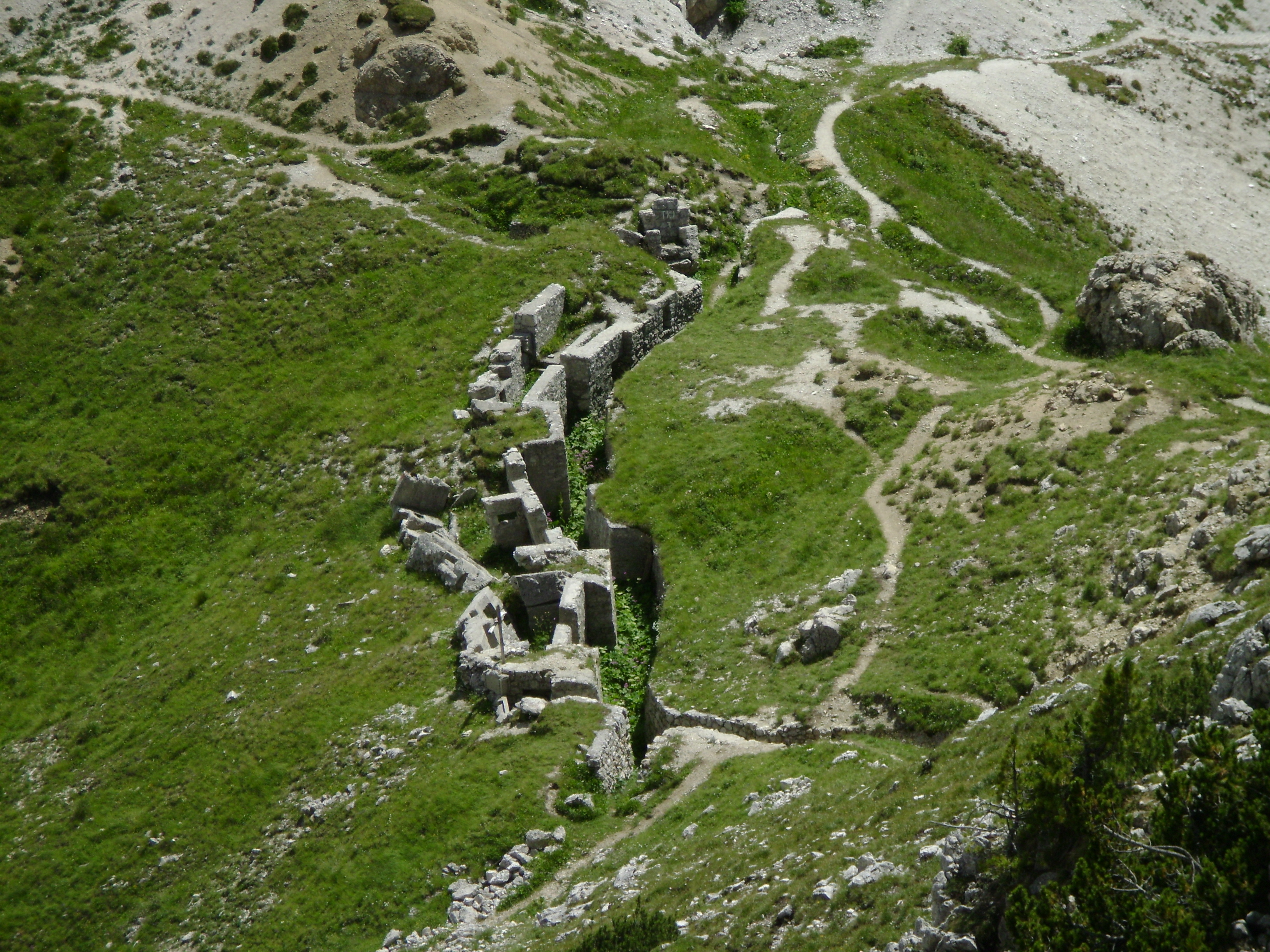
塹壕

## ギャラリー

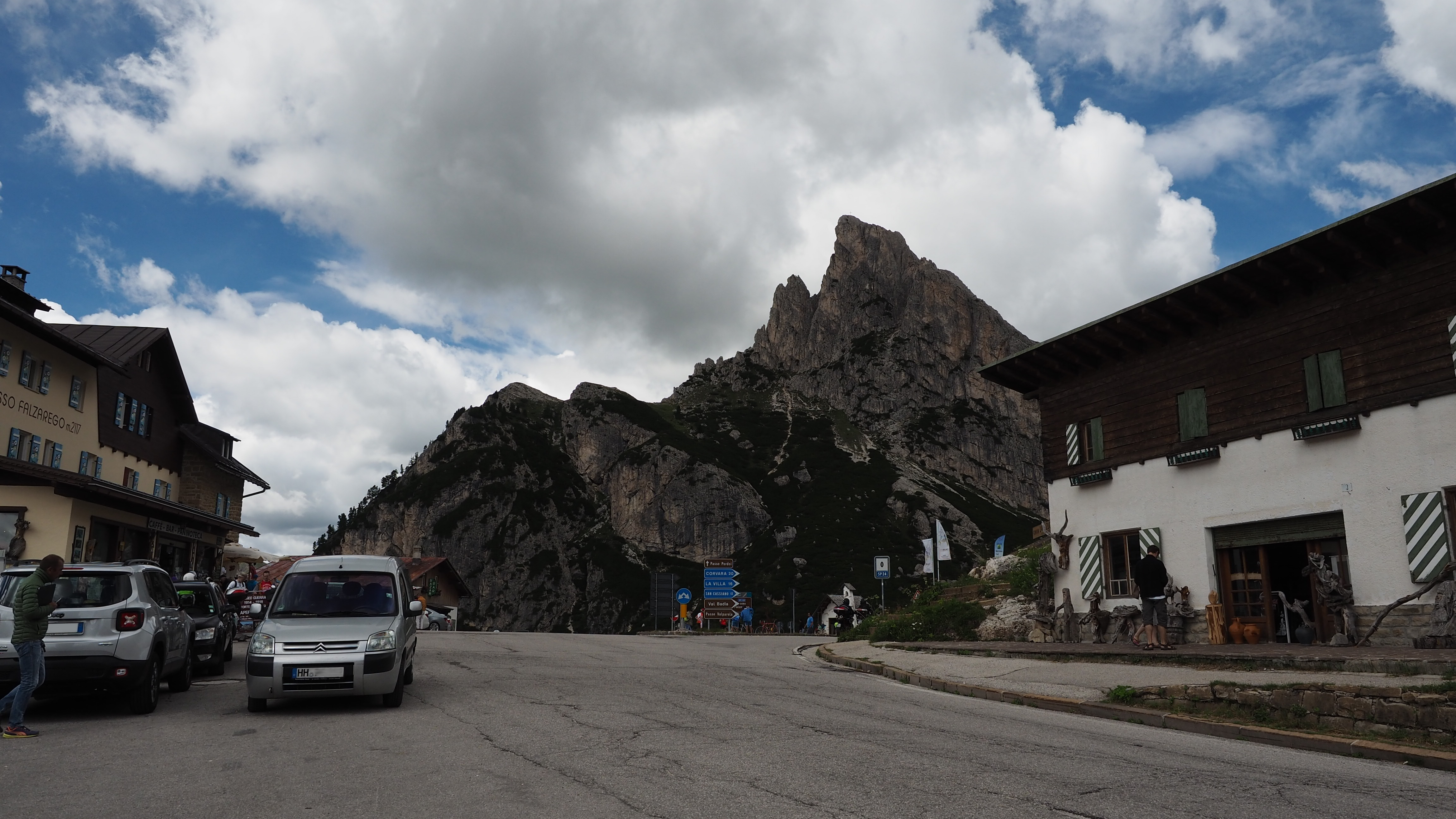
ファルツァーレゴ峠から見るサッス・デ・ストリア。
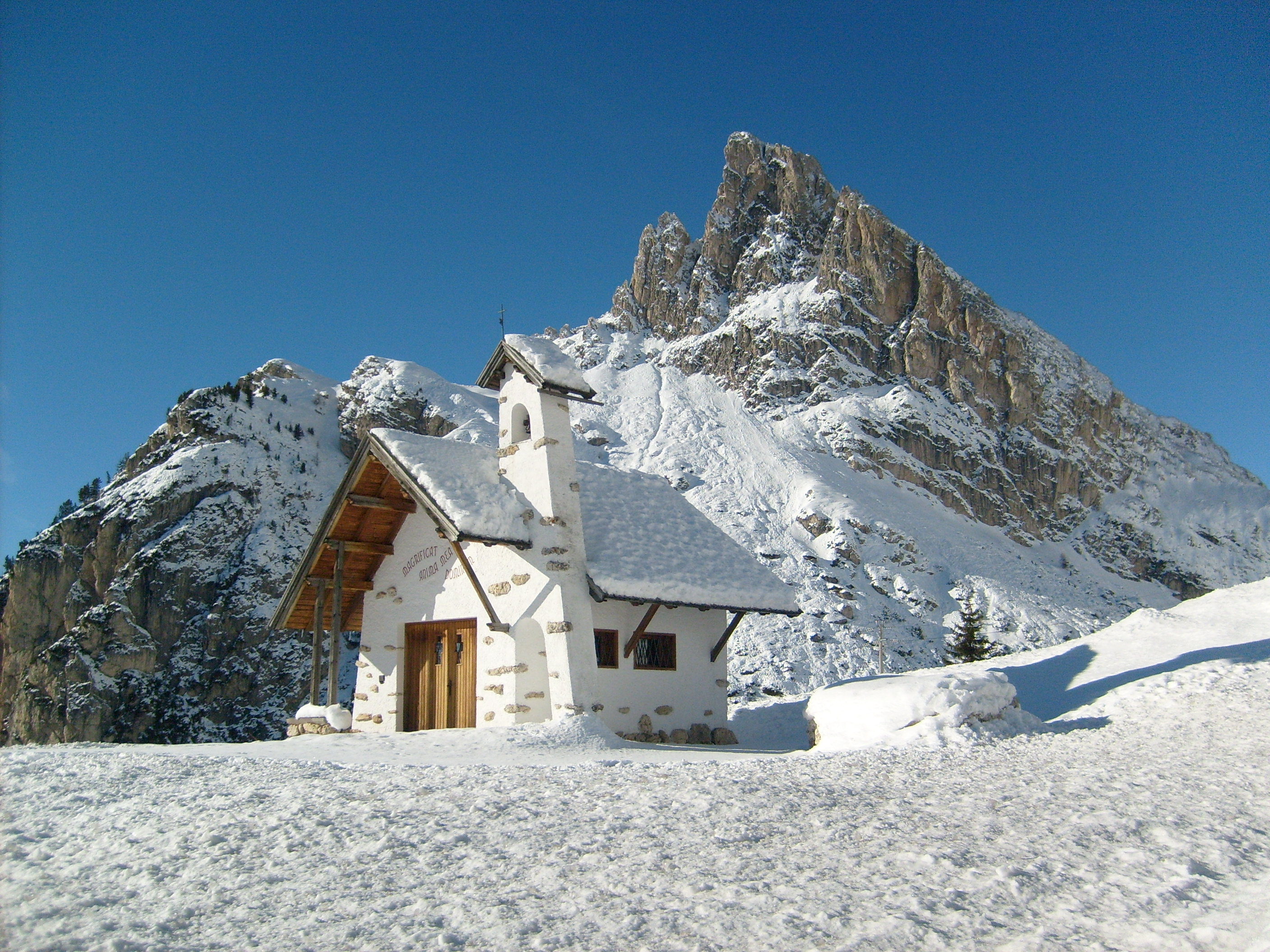
教会とサッス・デ・ストリア。
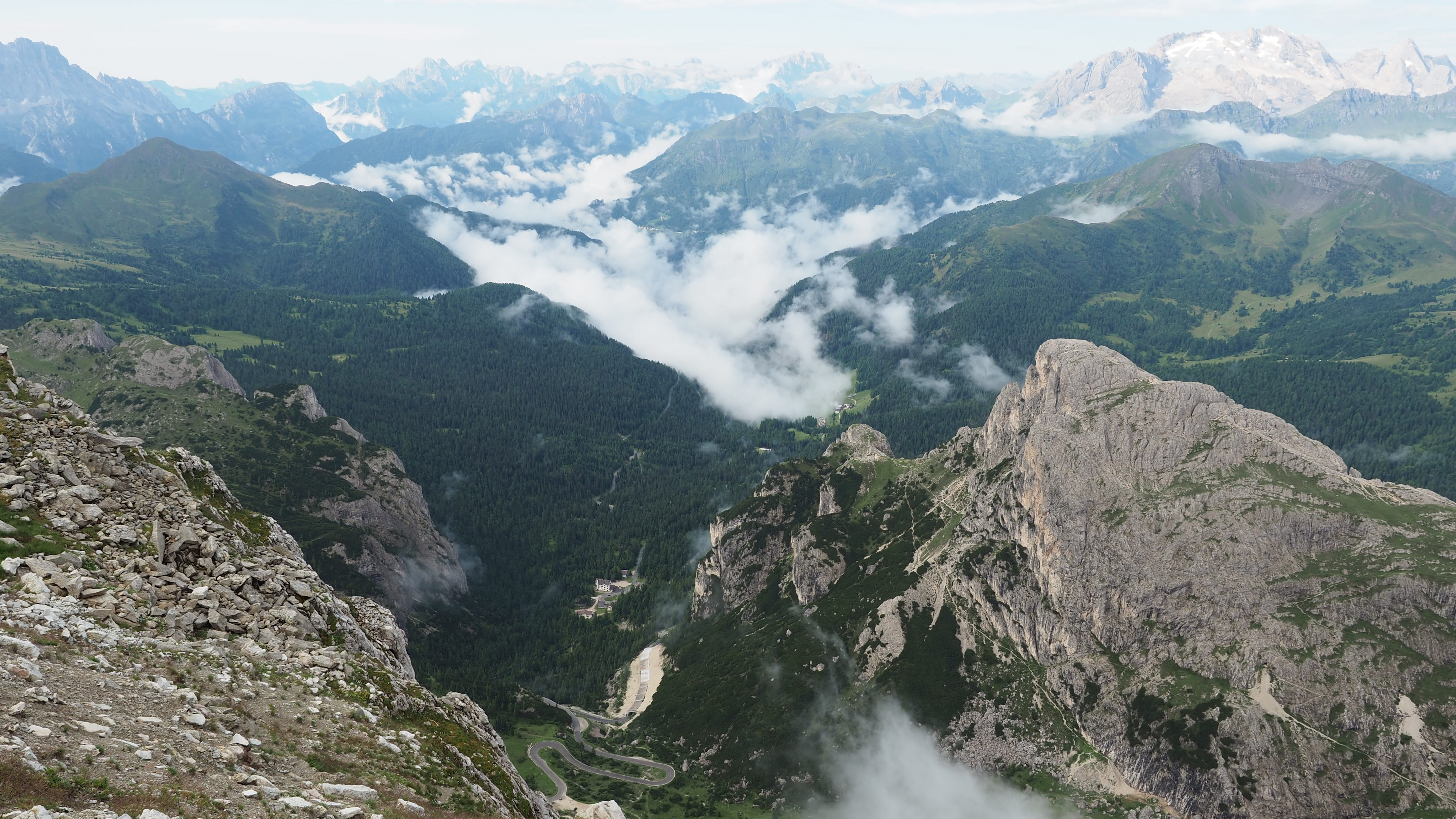
ラガツォイ (Lagazuoi) から南西の眺め。写真右下にサッス・デ・ストリア。右上はマルモラーダ (Marmolada)、左上隅にチヴェッタ (Civetta)。